# Stenotaphrum
Stenotaphrum es un género de plantas herbáceas de la familia de las gramíneas o poáceas. Es originario de las regiones tropicales y subtropicales del globo. Comprende 13 especies descritas y de estas, solo 7 aceptadas.

## Taxonomía
El género fue descrito por Carl Bernhard von Trinius y publicado en Fundamenta Agrostographiae 175. 1820[1822]. La especie tipo es: Stenotaphrum glabrum Trin.
Etimología
El nombre del género deriva de las palabras griegas stenos (estrecha) y taphros (trinchera, hueco), aludiendo a las cavidades de los raquis.
Citología
Tiene los números cromosómicos somáticos de 2n = 18, 20, y 36. 2 y 4 ploides.
- Stenotaphrum clavigerum
- Stenotaphrum dimidiatum
- Stenotaphrum helferi
- Stenotaphrum micranthum
- Stenotaphrum oostachyum
- Stenotaphrum secundatum
- Stenotaphrum unilaterale